# Bayaguana (kommun)
Bayaguana är en kommun i Dominikanska republiken.   Den ligger i provinsen Monte Plata, i den östra delen av landet, 50 km nordost om huvudstaden Santo Domingo. Antalet invånare i kommunen är cirka 32 000.
Terrängen i Bayaguana är platt söderut, men norrut är den kuperad.